# Святогорка
Святого́рка (рос. Святогорка) — присілок у складі Маріїнського округу Кемеровської області, Росія.

## Населення
Населення — 39 осіб (2010; 53 у 2002).
Національний склад (станом на 2002 рік):
- росіяни — 100 %